# Karabin Mauser SP66
SP66 – niemiecki karabin wyborowy produkowany przez firmę Mauser-Werke.

## Historia
Produkcję SP66 rozpoczęto w 1976 roku. Nowy karabin jest wersją sportowego karabinu Mauser Model 66 Super Match. Projektując Mausera SP66 zakładano, że będzie on bronią snajperów policyjnych. Konstruktorzy uznali, że policyjny karabin wyborowy musi umożliwić oddanie 2-3 precyzyjnych strzałów przy możliwie najkrótszym czasie przeładowania. Dlatego Mauser SP66 posiada stały trzynabojowy magazynek, a jego zamek, choć oparty na klasycznym zamku karabinu Mauser Gewehr 98, został zmodyfikowany w celu osiągnięcia krótkiego czasu przeładowania: rączkę zamkową przesunięto do przodu oraz skrócono drogę zamka. Dzięki temu czas potrzebny do przeładowania SP66 jest o połowę krótszy niż w Gewehr 98.
Karabiny Mauser SP66 trafiły do uzbrojenia policyjnych oddziałów specjalnych trzynastu krajów (w tym Niemiec). Produkcję Mausera SP66 zakończono w 1985 roku (jego następcą jest Mauser 86SR), ale wyprodukowane egzemplarze są nadal używane.

## Opis
Mauser SP66 jest bronią powtarzalną, z zamkiem czterotaktowym. Zasilanie ze stałego magazynka trójnabojowego. Ciężka samonośna lufa zakończona urządzeniem wylotowym pełniącym funkcje tłumika płomienia, oraz osłabiacza odrzutu i podrzutu. SP66 jest wyposażony w łoże i kolbę drewniane, z integralnym chwytem pistoletowym i otworem dla kciuka. Wszystkie powierzchnie, z którymi stykają się ręce strzelca są specjalnie wykończone, zapewniając bardzo pewny chwyt. Na kolbie znajduje się baka (poduszka podpoliczkowa) o regulowanej wysokości. Kolba ma regulowaną długość (podkładkami montowanymi pomiędzy kolbą a trzewikiem kolby). W przedniej części łoża można zamocować dwójnóg (karabiny późnych serii produkcyjnych). SP66 jest wyposażony w celownik optyczny (standardowo Zeiss Diavari DA 1,5-6 × 42). W wyposażeniu znajduje się podstawa umożliwiająca montaż noktowizora.